# کانادایی‌های فرانسوی‌زبان
کانادایی‌های فرانسوی‌زبان بخشی از شهروندان کانادا هستند که به زبان فرانسوی سخن می‌گویند. در سال ۲۰۱۱، ۹٬۸۰۹٬۱۵۵ نفر یا ۳۰٫۱ درصد از جمعیت کانادا فرانسوی‌زبان بودند؛ از این تعداد، ۷٬۲۷۴٬۰۹۰ نفر یا ۲۲ درصد جمعیت اعلام کردند که زبان فرانسه، زبان مادریشان است.

## پراکَنِش

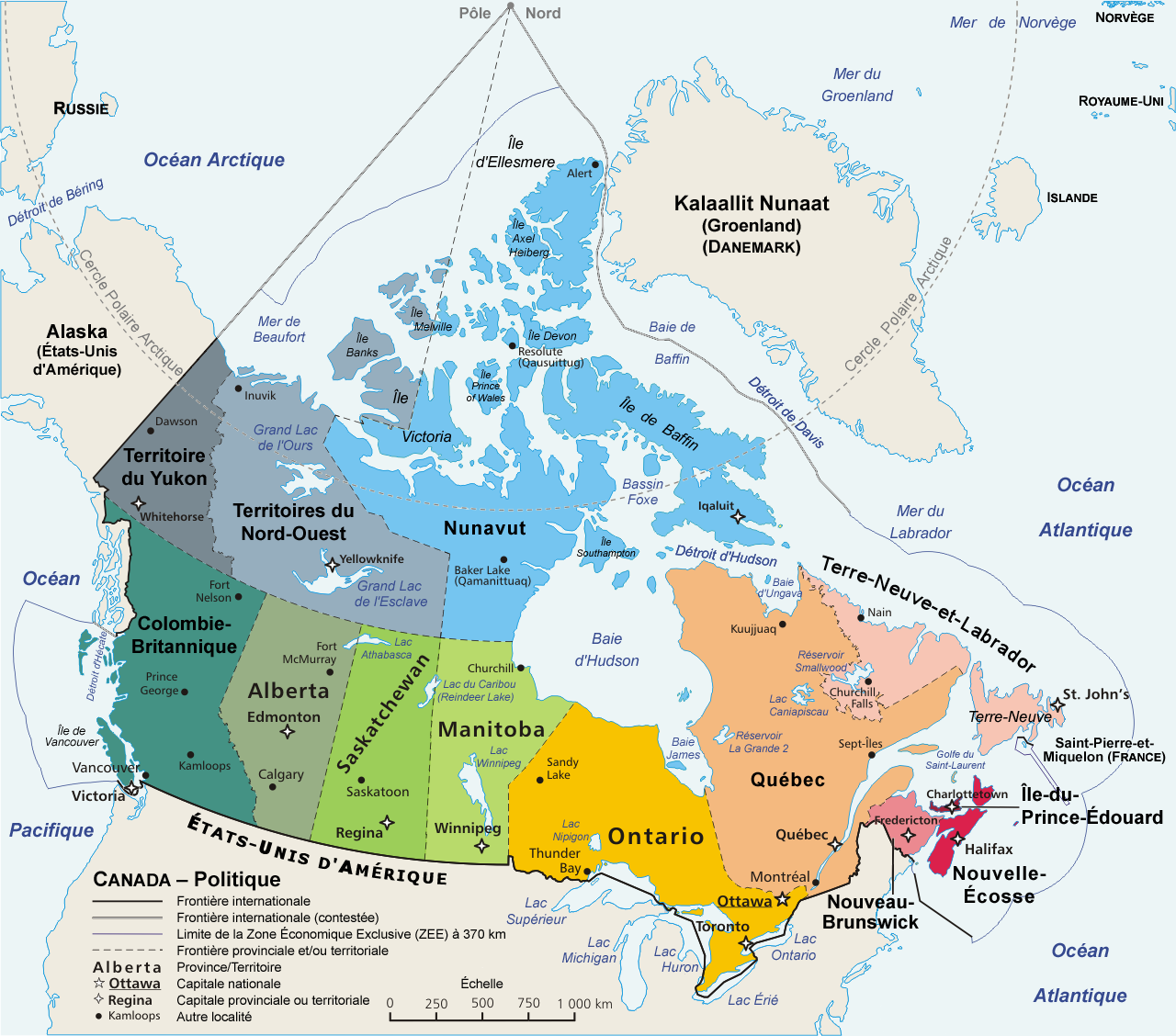
نقشهٔ تقسیمات کشوری کانادا (به زبان فرانسه).

شش میلیون نفر کانادایی فرانسوی‌زبان در کِبِک زندگی می‌کنند و در آنجا بزرگترین گروه زبانی هستند، و یک میلیون نفر دیگر در سایر مناطق کانادا ساکن هستند. بیشترین بخش فرانسوی‌زبانان بیرون از کِبِک در انتاریو هستند، ولی آنها را در همهٔ استان‌ها و قلمروهای کشور می‌توان یافت.
برخلاف فرانسوی‌زبانان کِبِک که معمولاً کِبِکی نامیده می‌شوند، فرانسوی‌زبانان بیرون از کبک را کانادایی‌های فرانسوی‌زبان می‌نامند (برای نمونه: فرانکو-انتاریایی‌ها، فرانکو-مانیتوبایی‌ها و غیره)، به جز آکادی‌ها که بیشتر در استان‌های آتلانتیک زندگی می‌کنند. باید در نظر داشته باشیم که آکادی یک استان کانادا نیست، بلکه یک ناحیهٔ فرهنگی و تاریخی است.
نووو-برونزویک (به انگلیسی: نیو-برانزویک) تنها استان رسماً دوزبانهٔ کانادا است؛ سه قلمروی یوکان، سرزمین‌های شمال باختری و نوناووت، نیز زبان فرانسوی را در میان زبان‌های رسمی خود دارند.
حضور زبان فرانسوی در کانادا عمدتاً از استعمارگری فرانسه در قارهٔ آمریکا به سده‌های هفدهم و هجدهم سرچشمه می‌گیرد. همهٔ فرانسوی‌زبانان کانادا از تبار فرانسوی نیستند، و همهٔ کانادایی‌های فرانسوی‌تبار نیز فرانسوی‌زبان نیستند.
| استان قلمرو                   | نام اهلیت           | شمار فرانسوی‌زبانان | درصد جمعیت |
| ----------------------------- | ------------------- | ------------------ | ---------- |
| آلبرتا                        | فرانکو-آلبرتایی     | ۷۹٬۸۳۸             | ۲٫۰٪       |
| بریتیش کلمبیا                 | فرانکو-کلمبیایی‌ها   | ۶۴٬۳۲۳             | ۱٫۴٪       |
| جزیره پرنس ادوارد             | آکادی‌ها             | ۴۶۶۵               | ۳٫۳٪       |
| مانیتوبا                      | فرانکو-مانیتوبایی‌ها | ۴۰٬۹۷۸             | ۳٫۲٪       |
| نووو-برونزویک                 | آکادی‌ها و برایون‌ها  | ۲۳۴٬۰۵۵            | ۳۱٫۸٪      |
| نوول-اِکوس (نوا-اسکوشیا)       | آکادی‌ها             | ۲۹٬۳۶۸             | ۳٫۲٪       |
| نوناووت                       | فرانکو-نوناووتی‌ها   | ۶۳۰                | ۱٫۸٪       |
| انتاریو                       | فرانکو-انتاریایی‌ها  | ۵۵۰ ۵۹۵            | ۴٫۱٪       |
| کِبِک                           | کِبِکی‌ها              | ۶٬۸۹۰٬۳۰۵          | ۸۵٫۴٪      |
| ساسکاچوان                     | فرانساسکویی‌ها       | ۱۴٬۴۴۰             | ۱٫۳٪       |
| ترنو (نیوفاوندلند)-و-لابرادور | فرانکو-ترنووی‌ها     | ۲٬۴۲۸              | ۰٫۵٪       |
| سرزمینهای شمال باختر          | فرانکو-تنویی‌ها      | ۱۲۴۰               | ۳٫۰٪       |
| یوکان                         | فرانکو-یوکانی‌ها     | ۱٬۶۳۵              | ۴٫۶٪       |